# Bílkoviny ve výživě člověka
Bílkoviny v lidské výživě jsou nezbytné pro tvorbu a obnovu tkání organizmu, jsou součástí enzymů a hormonů, zajišťují transport látek v organizmu a jsou zdrojem energie. Základní stavební složkou bílkovin jsou aminokyseliny. Teprve ty jsou dále v organismu využitelné pro stavbu bílkovin tělu vlastních a nebo jsou využité na přeměnu na tuky nebo sacharidy. Podle množství a skladby aminokyselin určujeme jejich kvalitu. Aminokyseliny dělíme na esenciální, semiesenciální a neesenciální. Aminokyseliny, které si naše tělo není schopno vyrobit samo, nazýváme esenciální a co do počtu je jich asi 20. Podle počtu zastoupení esenciálních aminokyselin se dále bílkoviny rozdělují na plnohodnotné a neplnohodnotné.
Plnohodnotné bílkoviny jsou obsaženy ve výrobcích z mléka (mléčné výrobky), syrovátky, vajec a sóji. Dále se sem řadí maso vepřové, hovězí, skopové, drůbeží, zvěřinové, rybí a další.
Strava sestávající pouze z rostlinných bílkovin byla po dlouhou předmětem diskuze odborné veřejnosti, část vědecké obce rostlinné bílkoviny dokonce označovala za neplnohodnotné. V současnosti nicméně existuje množství studií z oblasti dietologie, které prokazují, že strava sestávající pouze z rostlinných bílkovin pro dospělého člověka nepředstavuje zdravotní problém, ba výsledky některých studií naznačují, že může přinášet jisté benefity včetně nižšího rizika rakovinného onemocnění, kardiovaskulárních onemocnění nebo cukrovky. Rostlinná strava nicméně může přinášet vyšší riziko lámavosti kostí.
Bílkoviny jsou dvojího původu: živočišného (maso, mléko, vejce) a rostlinného (luštěniny, obiloviny, brambory, těstoviny a sója).
| Skupina                  | DDD bílkovin                                           |
| ------------------------ | ------------------------------------------------------ |
| Děti                     | 0,9–2,7 g/kg/den                                       |
| Dospělí                  | 0,8 g/kg/den                                           |
| Senioři                  | 1,0–1,2 g/kg/den                                       |
| Kojící matky             | 1,5 g/kg/den                                           |
| Sportovci                | 1,6–2,2g/kg/den (na anabolických steroidech ještě víc) |
| Onemocnění jater, ledvin | individuálně dle zdravotního stavu                     |

Pozn. DDD = doporučená denní dávka
Negativní vliv vysokého příjmu bílkovin na ledviny byl však vyvrácen.
Nedostatek bílkovin ve stravě se často vyskytuje současně s nedostatečným přívodem energie. Bílkoviny „jako zdroj energie jsou méně důležité než ostatní živiny, protože v dobře sestavené stravě hradí obvykle jen 12–20 % energie“. Energetická hodnota 1 g bílkovin je přibližně 17 kJ.